# بارکویل (آلاباما)
بارکویل (به انگلیسی: Burkville) یک منطقهٔ مسکونی در ایالات متحده آمریکا است که در شهرستان لاندس، آلاباما واقع شده‌است. بارکویل ۴۶٫۰۳ متر بالاتر از سطح دریا واقع شده‌است.